# Sonnanen
Sonnanen är en sjö i Finland. Den ligger i kommunen Heinola i landskapet Päijänne-Tavastland, i den södra delen av landet, 150 km nordost om huvudstaden Helsingfors. Sonnanen ligger 100,9 meter över havet. Den ligger vid sjön Kuijärvi. I omgivningarna runt Sonnanen växer i huvudsak barrskog. Arean är 1,63 kvadratkilometer och strandlinjen är 7,84 kilometer lång. Sjön  ingår i Kymmene älvs huvudavrinningsområde. 